# 台鐵觀光號
台鐵觀光號是1961年臺灣鐵路管理局（略稱臺鐵或臺鐵局，現改制為臺灣鐵路公司）開始營運行駛的鐵路客車車種，由柴電機車牽引，不但是1960年代台灣最高級的鐵路客車，也是台灣第一種加裝空氣調節設備（冷氣）的鐵路車輛。
1978年，觀光號停駛，其功能及所轄車廂被莒光號取代與接收。其中較為特殊的有兩輛，分別為改造成中華民國總統專用的花車與供民眾包租的客廳車。

## 簡介

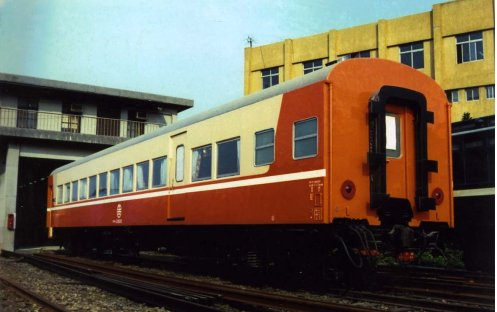
35SP32820觀光號，如今已改造成總統花車35SA32820

1961年6月18日，台灣鐵路管理局為了提升服務品質，特別開行臺北至高雄間1次與2次、臺北至彰化間及臺北至臺中間5次、6次、8次、9次計6個車次配置寬大坐臥兩用椅之觀光號特快車。該車種除了停靠站較少外，在配置車輛上也為最新車種，當時，車頭掛有藍底淡綠色台灣標誌，再加上法文BIENVENUE（歡迎）。除了牽引動力車採用美國GM的柴電機車外，其中一半車廂，也是1960年方由日本進口的二等客車35SP32750及餐車35DC32750。
牽引觀光號車廂的動力車，最初是使用R20型柴電機車，在莒光號引進後亦改用R100型柴電機車，鐵路電氣化初期部分路段亦有使用電力機車牽引。觀光號客車在外觀上與座椅配置和日本於1950年代出現的特別二等車類似。
在外觀上，觀光號車廂最初與台鐵標準塗裝相同，為深藍色底加一條白線。1970年莒光號加入營運後，或許是因為莒光號為白底淺藍色啞鈴塗裝，觀光號便改為白底紅色啞鈴塗裝。在車廂配置上，每側13扇一公尺長的窗戶，一節車廂有一車門（逆行端），無車門一端則為廁所及預留冷氣機空間。觀光號營運初期車內無空調，僅在每節車廂設置9台16吋可旋轉的電扇，車窗也可上下開啟。1963年7月，該種車廂以加掛「電源車」的供電方式，全面於觀光號的空調機預留空間加裝冷氣空調，並封鎖車窗的開閉功能。由於32750系列並無電源車，台鐵由木造客車中改造（鋼體化改造）了五輛17公尺級的35EGK32300作為電源車。至此，該車種成為1960年代中期，台灣唯一具有空調的鐵路車種。1967年，台鐵再新引進35SP32800新車20輛電源行李車40PBK32800八輛台製（臺北機廠製造，同時亦生產SP/SPK/CBK32450集中供電式之對號快車）車廂納入觀光號。
此車種除了配置冷氣外，也於營運列次上，掛有設備齊全之35DC32750餐車供應中西餐點，另外每列次除了配置列車長之外，尚派駐有隨車服務員提供各種服務。

## 營運

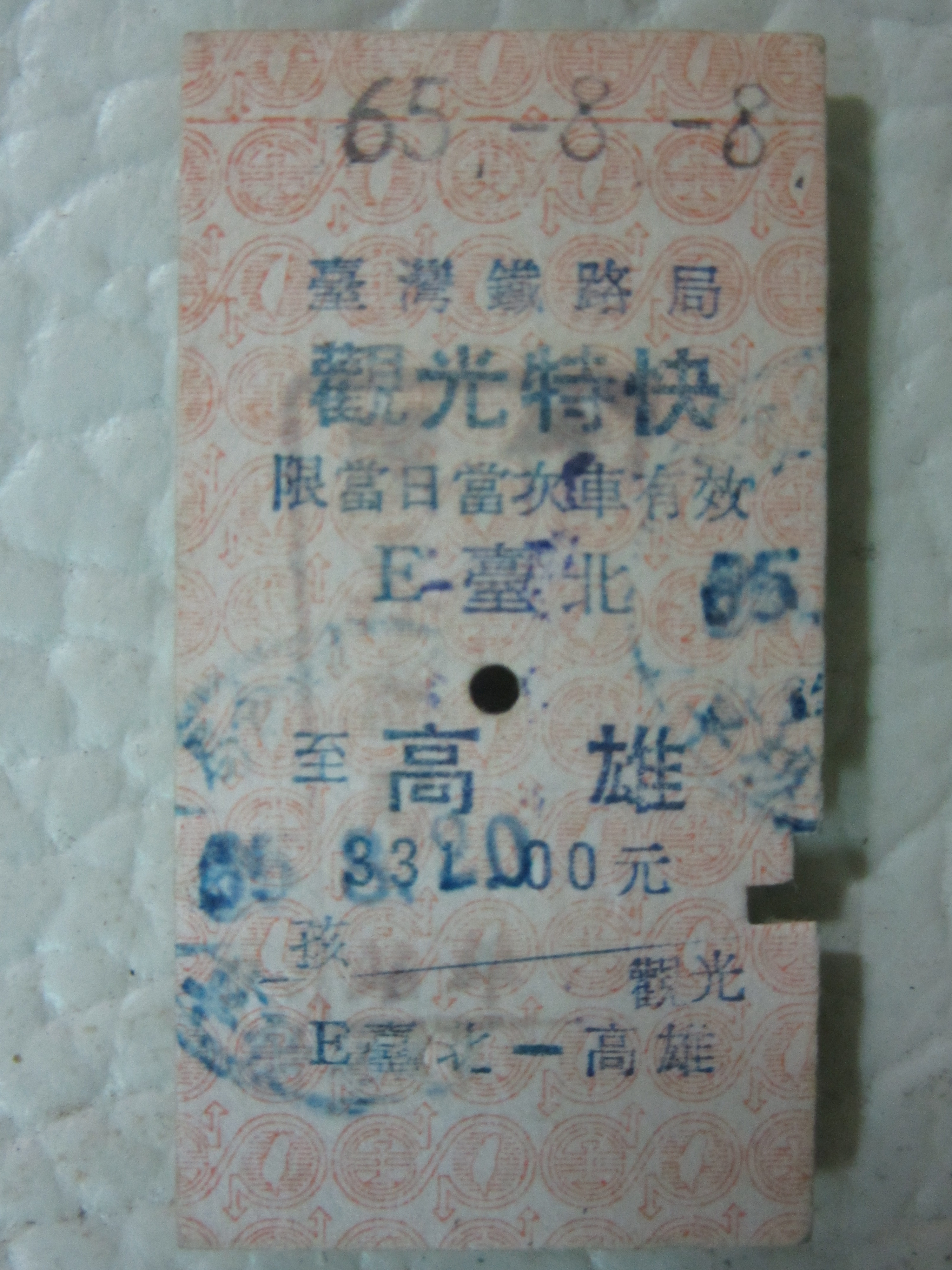
觀光號名片式車票

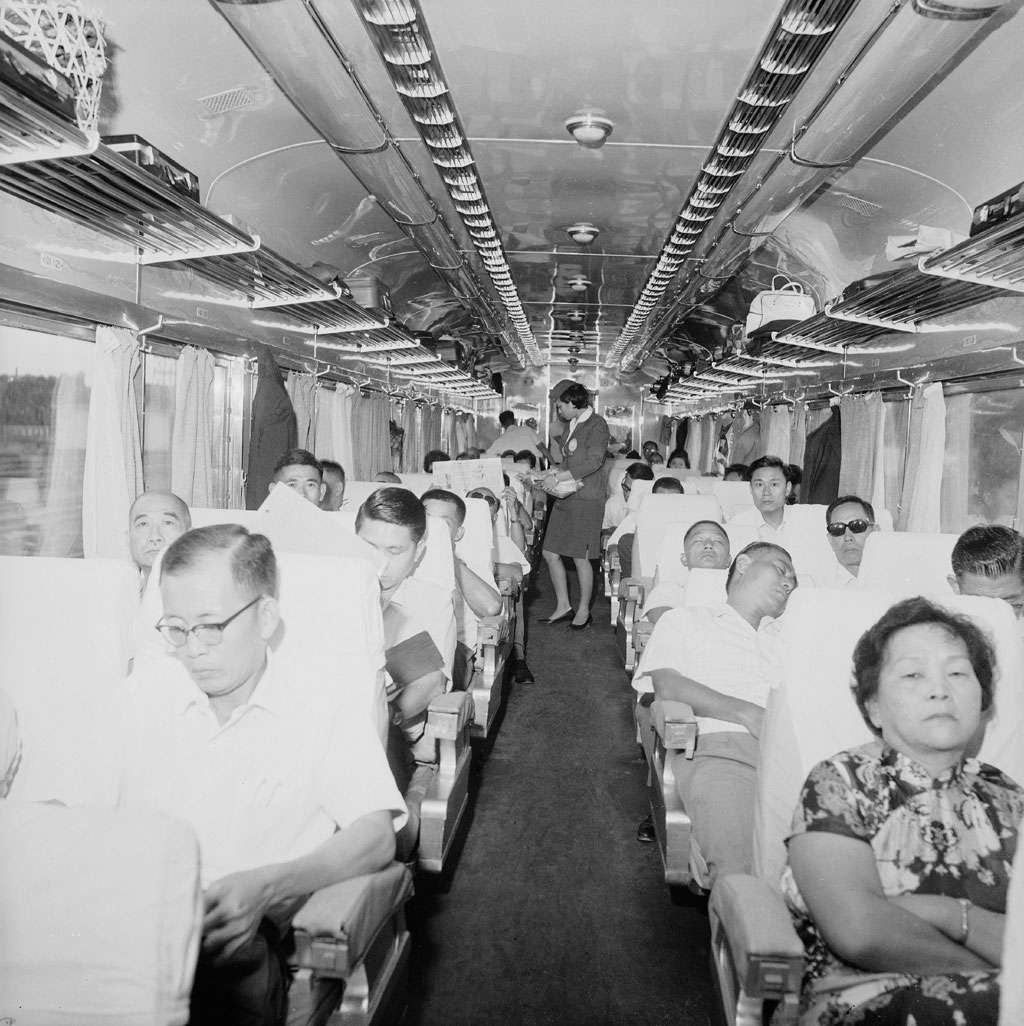
觀光號列車提供之服務

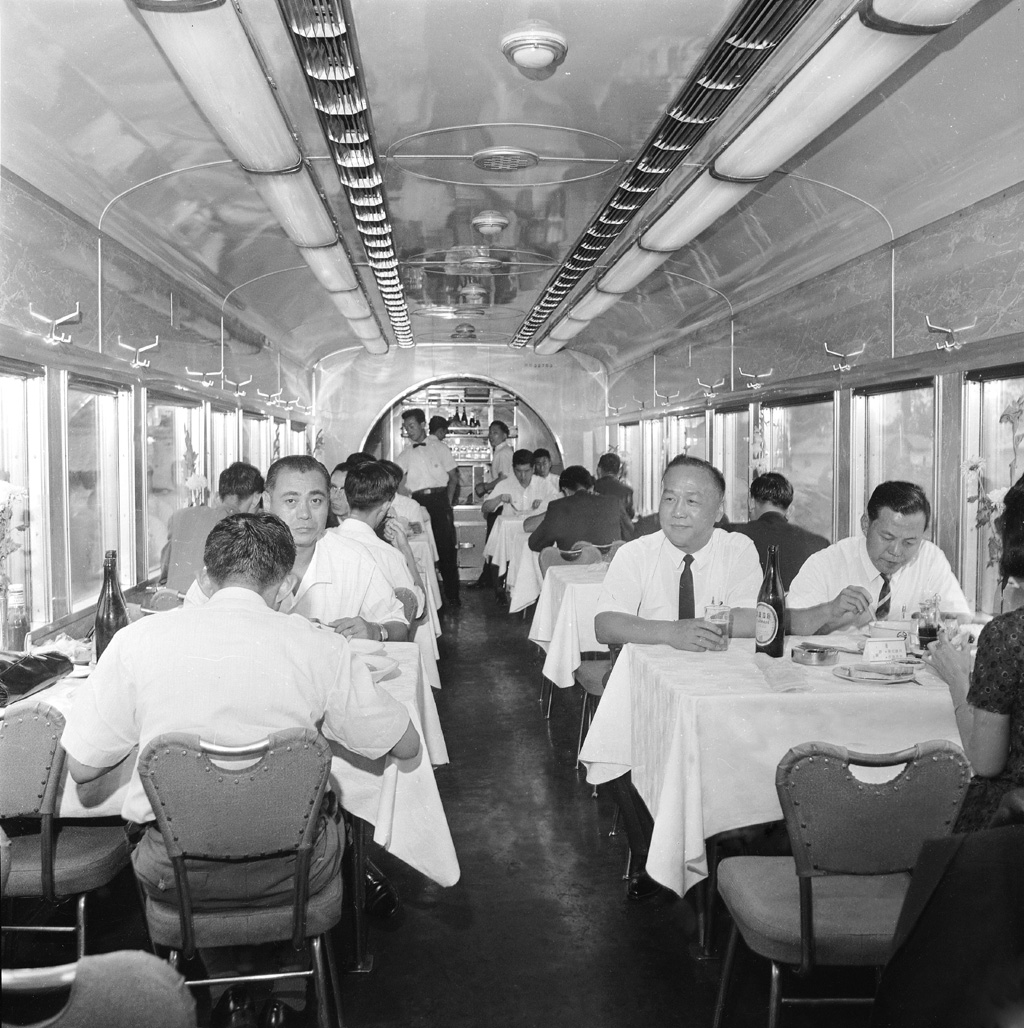
乘客在觀光號餐車內用餐的情形

觀光號總共有三種車型。除了最早的32750系列（包含35SP32750及35DC32750）外，於1967年亦由台北機廠製造了32800系列（包含35SP32800以及最早的20M級電源車40PBK32800—後改造為莒光號電源車45PBK32800）。此外，亦由早期美援的坐臥兩用椅車（無空調）35SP32700加裝冷氣改造為35SP32720型。
觀光號的座位數雖與今天大部分的莒光號與自強號相同為52位，但並未使用絨布座椅。不過由於座椅間距寬達1170（32750/32800型）－1200（32720型）公釐，在寬敞度上甚至還較以後的台鐵莒光號（1100－1150公釐）自強號（1130公釐）等其它新型車廂舒服。
在票價上，1961年開行的觀光號，每公里為0.40元新台幣，到1963年配置空調後，每公里漲至0.50元。（1967年全球石油危機後漲至0.57元）。觀光車的此種票價不但遠高於同時期的台鐵普通車（0.19元／公里），快車（0.31元／公里）及台鐵對號特快（0.34元／公里）。也比1966年10月31日開行的光華號的0.48元／公里昂貴。即使如此，因為觀光號極為舒服的乘坐空間，在開行初受到相當程度的歡迎。

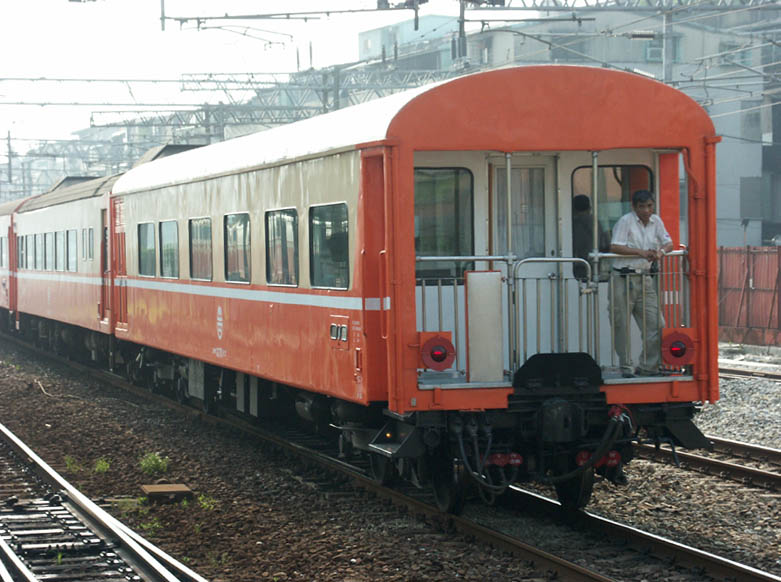
客廳車提供給民間包租, 附掛在莒光號列車上

1970年之後，觀光號與台鐵新開行的莒光號，在功能與定位上有所衝突，受此影響，觀光號於1978年4月25日停駛。轄下的車種大多經整理後，改造莒光號車廂繼續行駛，但車輛編號並未有所改變。這些「觀改型」（觀光號改造型）莒光號除事故報廢外，大多數仍然在使用中，並將本來的轉向架TR-22、TR-25或TR-29更換成TR-40型，1990年代再更換為TR-54系列空氣彈簧式（但目前還有35SP32817－19仍在使用TR-40轉向架）。
在觀光號之中比較特殊的兩輛車為35SA32820以及35PC32701兩輛。35SA32820是1967年由35SP32820改造的總統花車。而35PC32701則是由坐臥兩用椅車的35SP32712改造而成的客廳車。這兩輛車在觀光號停駛後有很長的時間是保留觀光號（或坐臥兩用椅車）車體的車輛。但35PC32701客廳車已經被「剝皮改造」成為六面大窗的莒光號造型，不再保留原有的1公尺車窗造型，因此而引發相反意見議論。

## 車型
- 35SP32720型：

車輛數：11輛(35SP32721～32731)
車種：二等車
皮重：34.50公噸
換算噸數，空車重：30公噸，重車重（載客時）：35公噸
轉向架：TR-52、TR-54型
座位：52
長寬高：20m，2.9m，3.8m
最高車速：100km/hr
製造年：1957
製造廠：日本車輛
改造年：1963、1977
改造廠：唐榮鐵工廠
改造兩鐵客車(B)：35SP32721、32723、32725、32729。
已報廢車輛：全數報廢除籍
- 35SP32750型：

車輛數：25輛(35SP32751～32775)
車種：二等車
皮重：31.60公噸
換算噸數，空車重：30公噸，重車重（載客時）：35公噸
轉向架：TR-52、TR-54型
座位：52
長寬高：20m，2.9m，3.8m
最高車速：100km/hr
製造年：1960
製造廠：日本車輛
改造年：1977
改造廠：唐榮鐵工廠
已改造成兩鐵客車(B)：35SP32755、32757、32759、32765、32770、32772。
已報廢車輛：全數報廢除籍
保存車輛：35SP32773(國家鐵道博物館館藏車輛，車號改回35DC32751)
- 35SP32800型：

車輛數：20輛(35SP32801～32819、35SA32820)
車種：二等車
皮重：32.60公噸
換算噸數，空車重：30公噸，重車重（載客時）：35公噸
轉向架：35SP32801～32816為TR-54型；35SP32817～32819為TR-40型；35SA32820為TR-29型
座位：52
長寬高：20m，2.9m，3.8m
最高車速：100km/hr
製造年：1967
製造廠：台北機廠
改造年：1978
改造廠：唐榮鐵工廠
已改造成兩鐵客車(B)：35SP32802、32806、32809、32811、32815。
已報廢車輛：全數報廢除籍
保存車輛：35SP32817(宜蘭爾本購物廣場旁)

## 圖片集

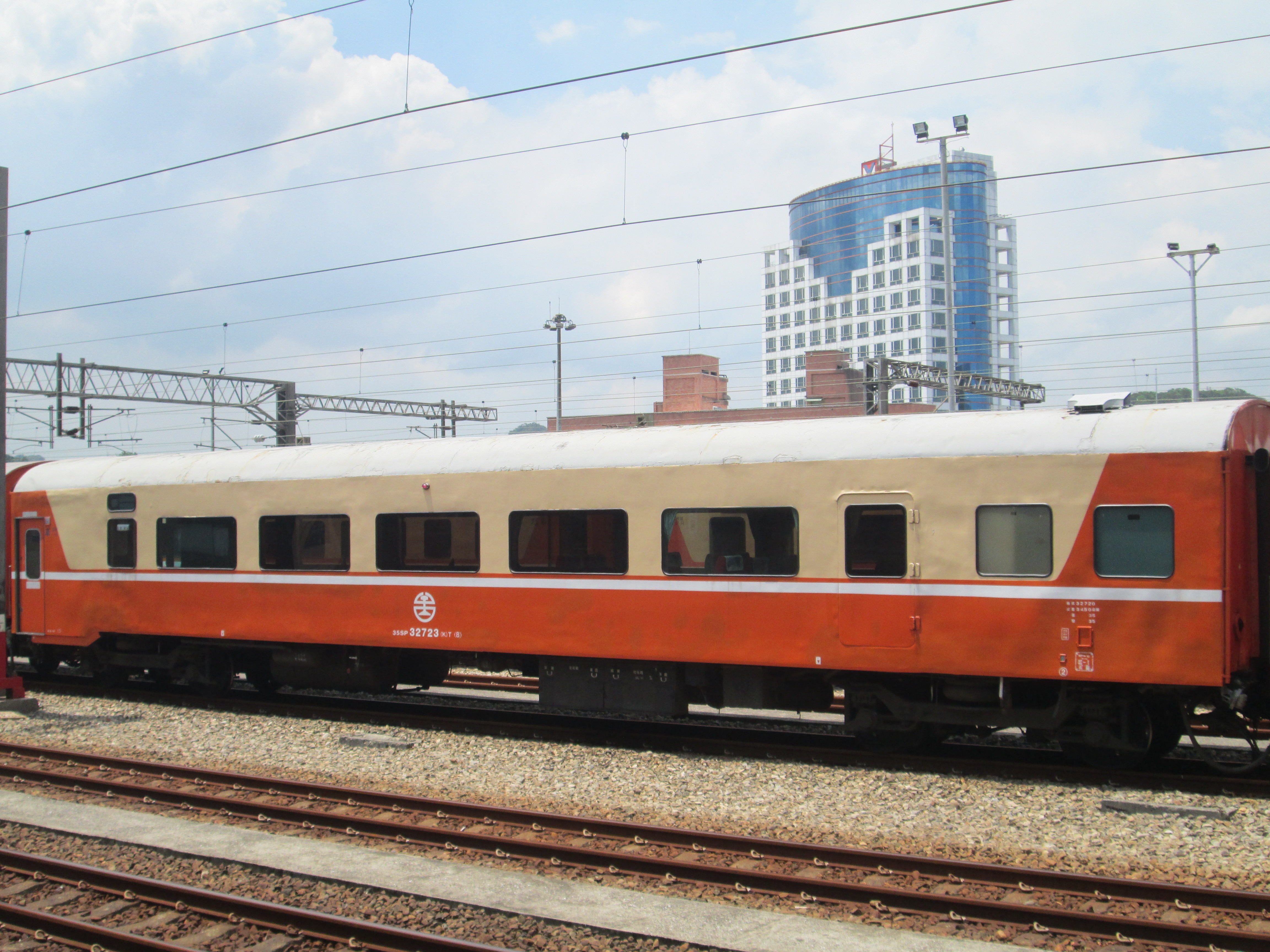
35SP32723(K)T(B)號
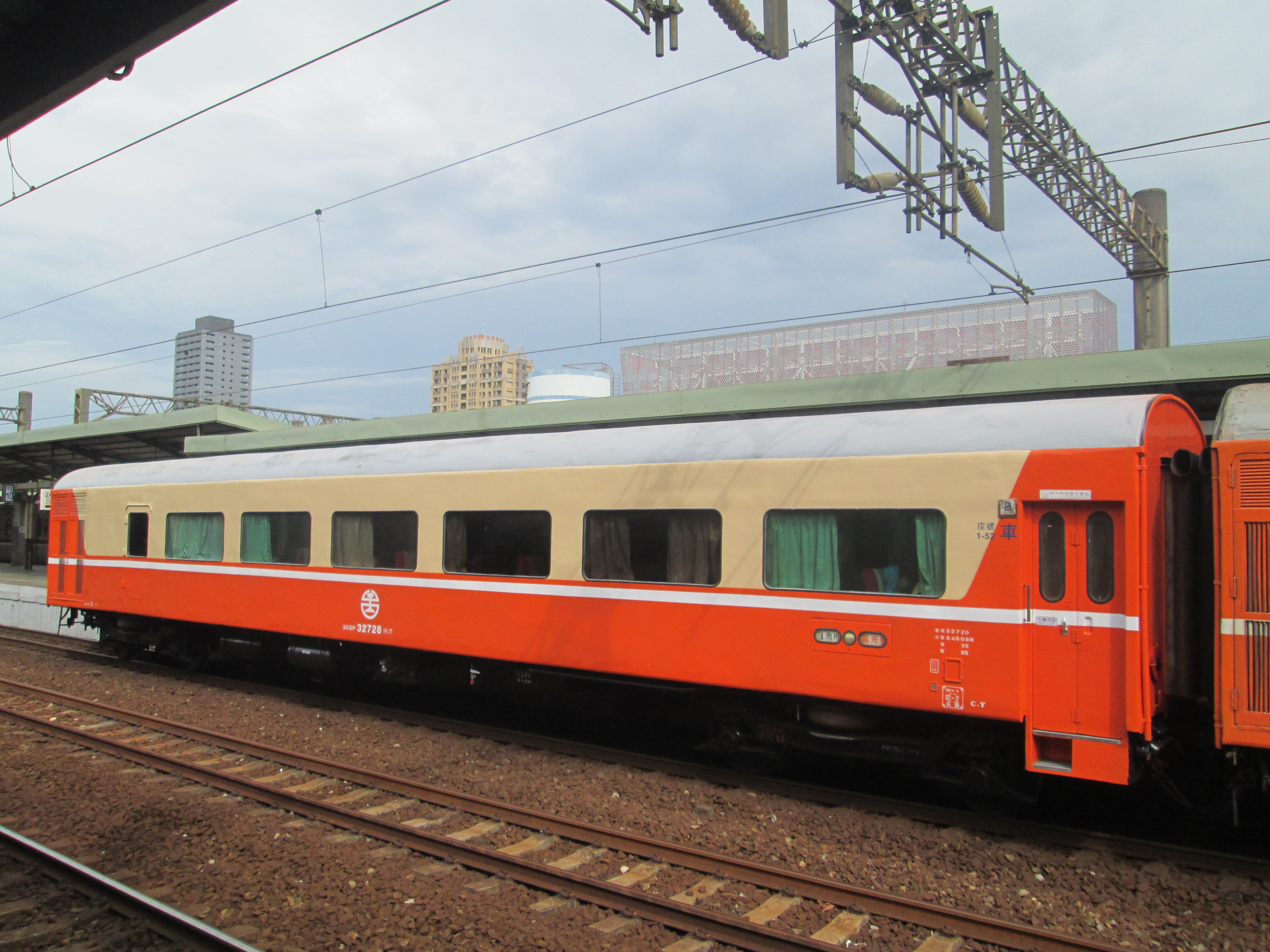
35SP32728(K)T號
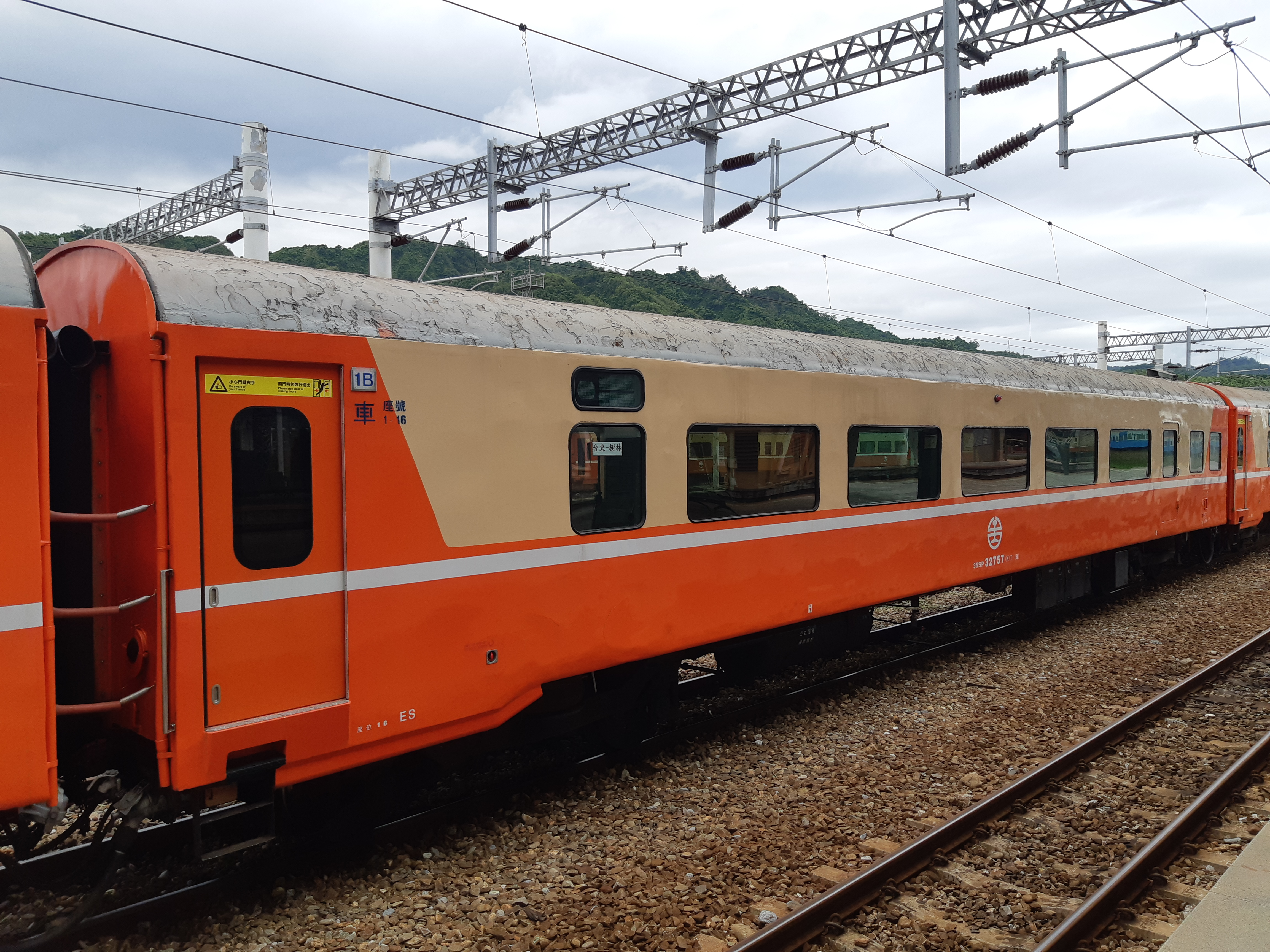
35SP32757(K)T(B)號
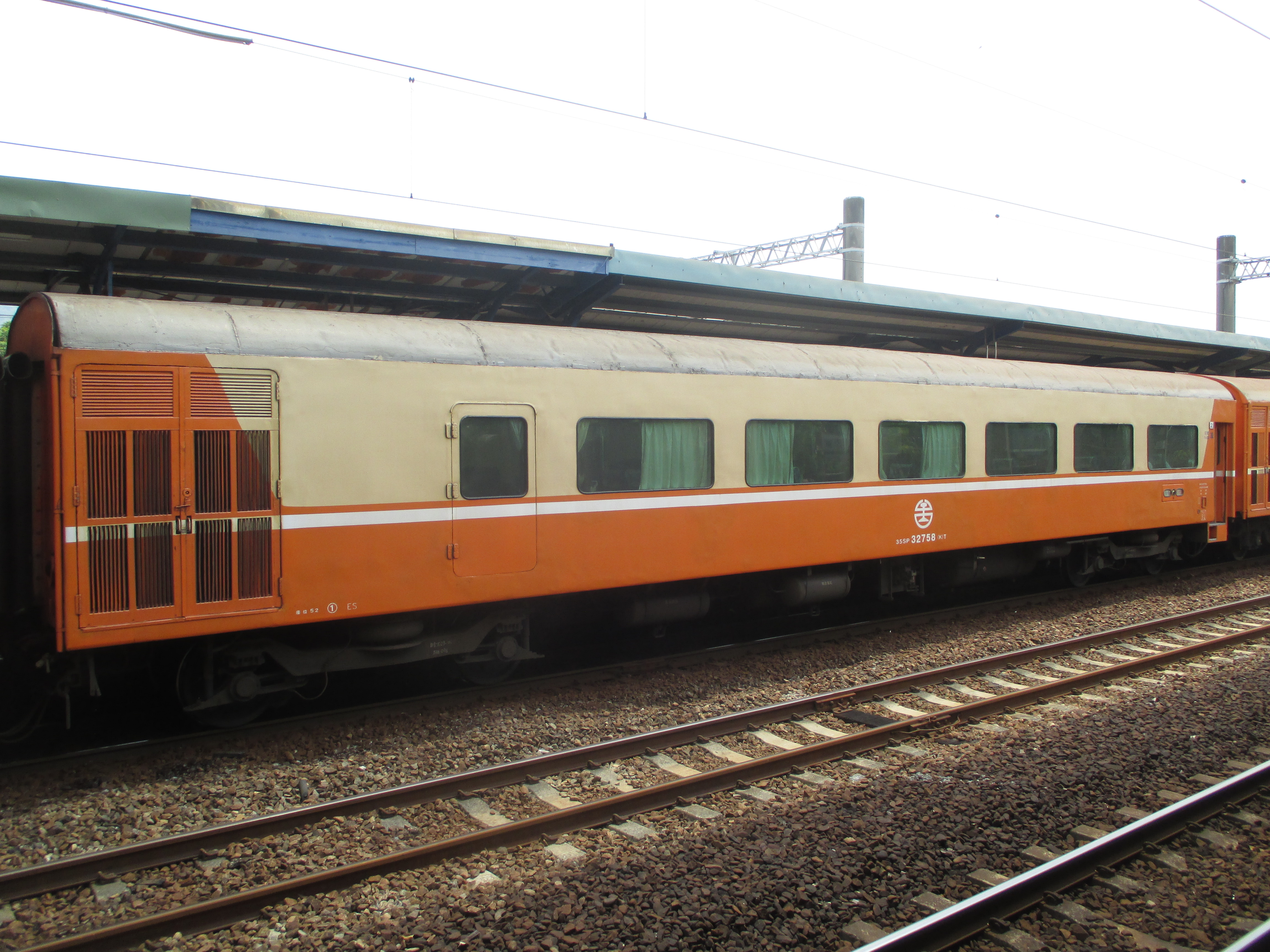
35SP32758(K)T號
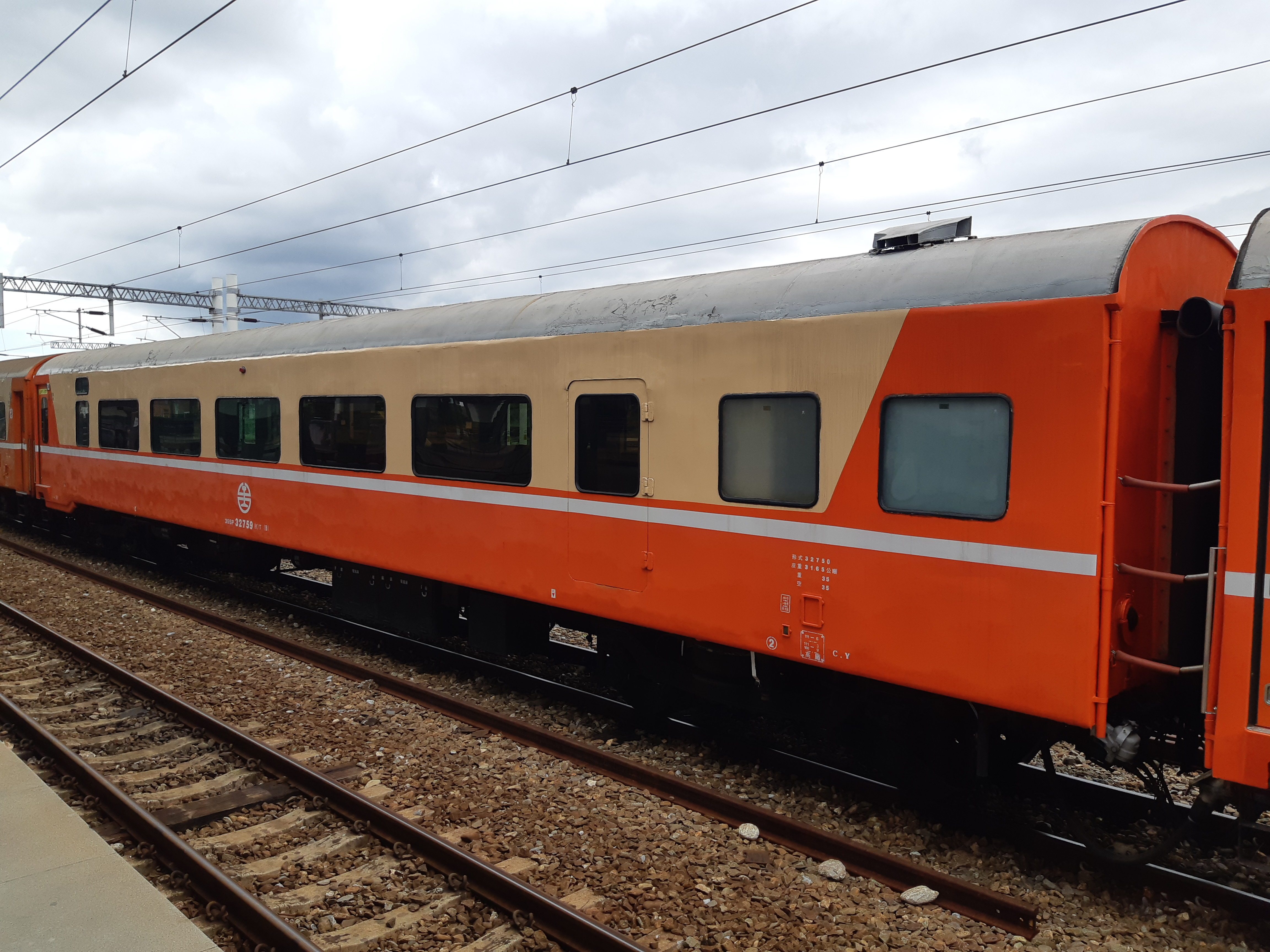
35SP32759(K)T(B)號
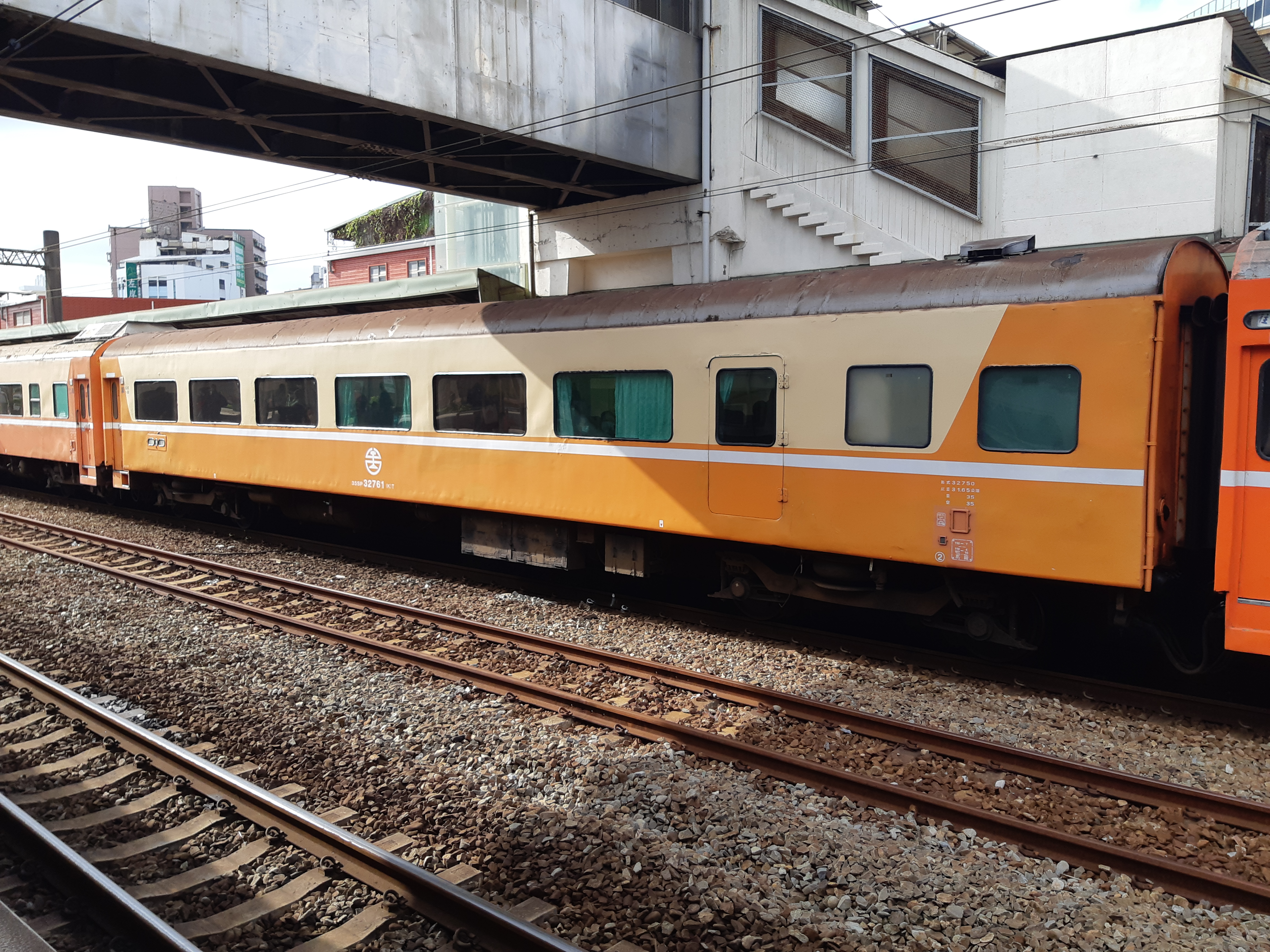
35SP32761(K)T號
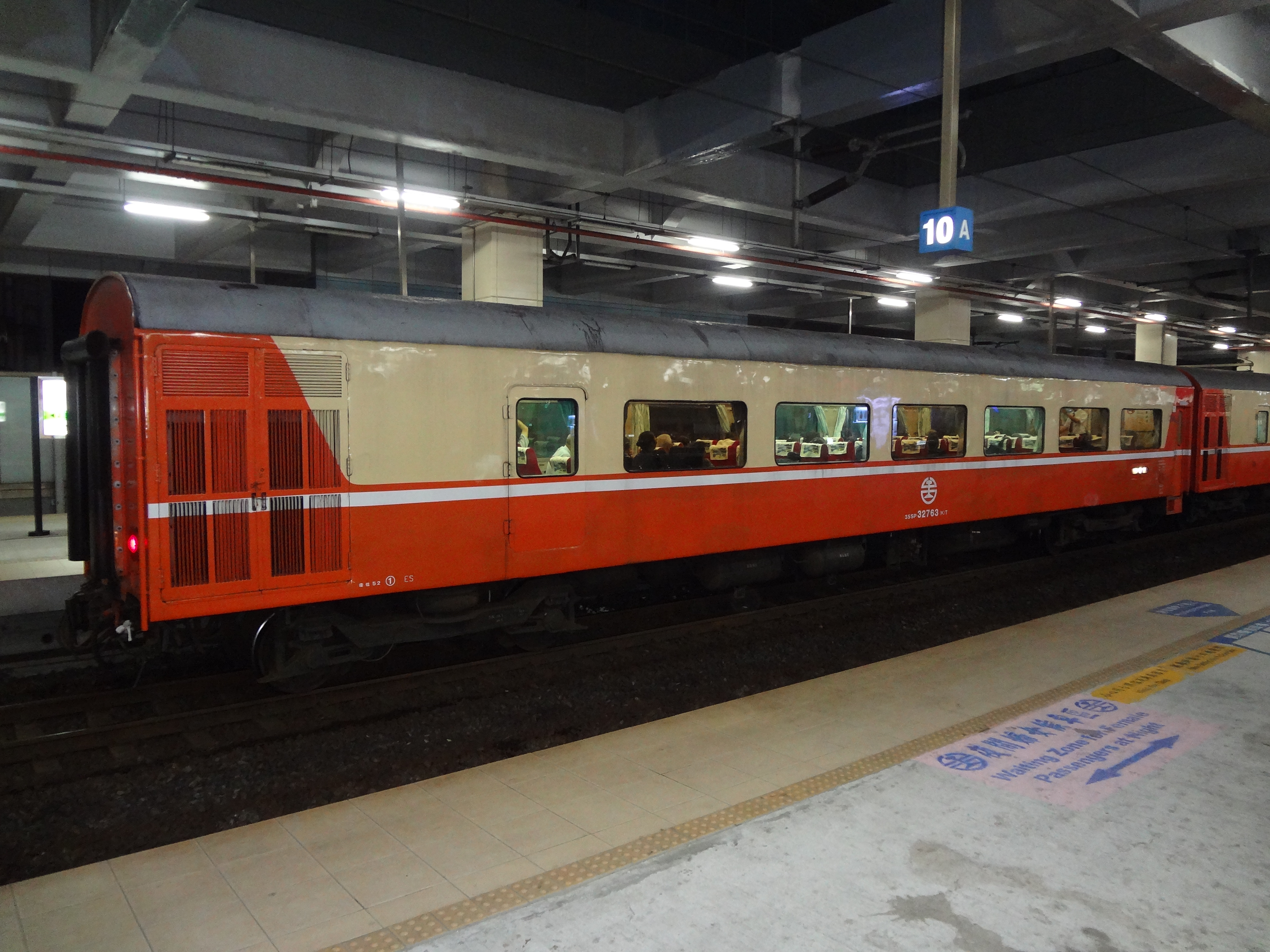
35SP32763(K)T號
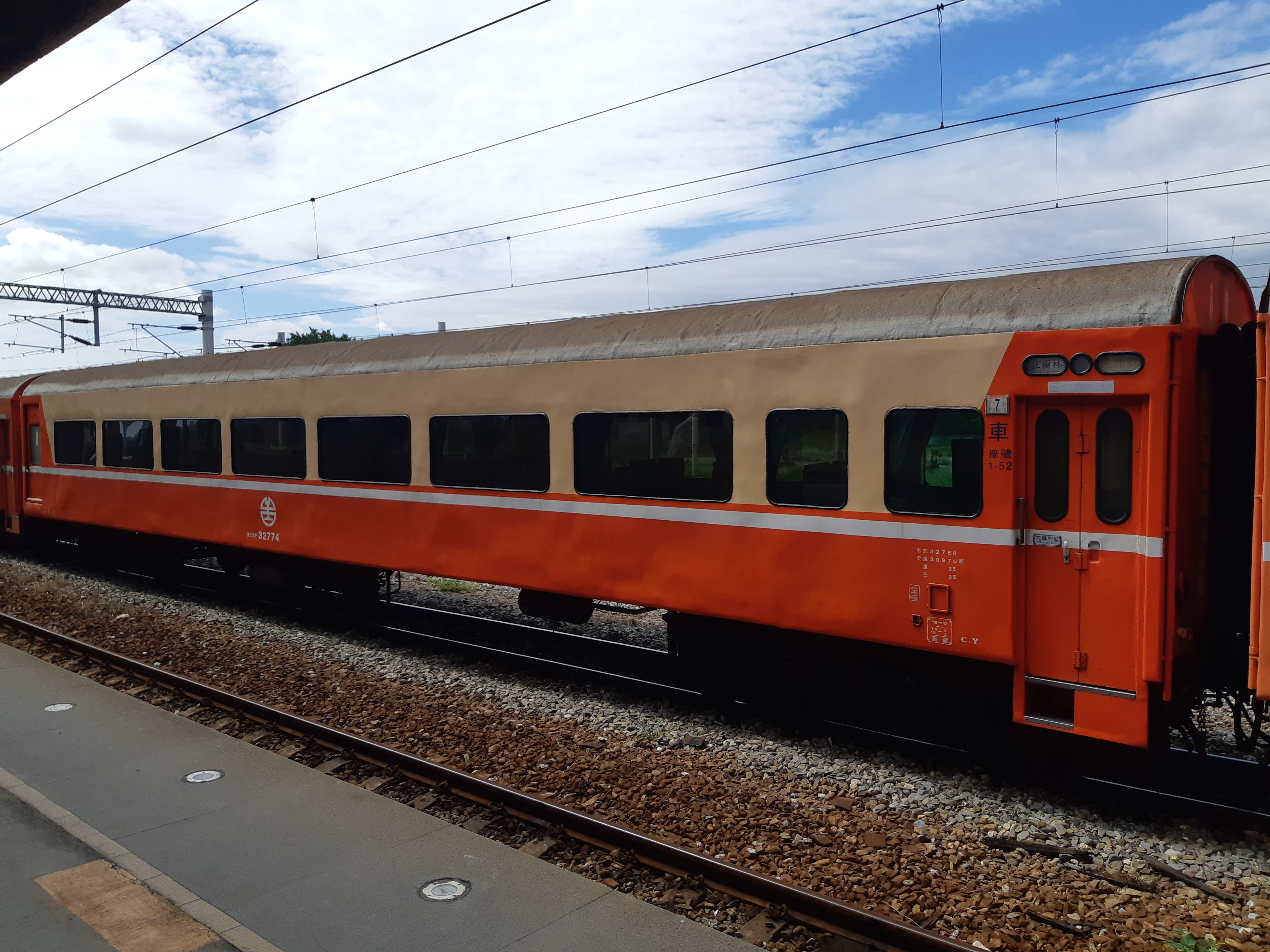
由觀光號餐車改為莒光號餐車，餐車結束營業後再改為一般莒光號客車的35SP32774號
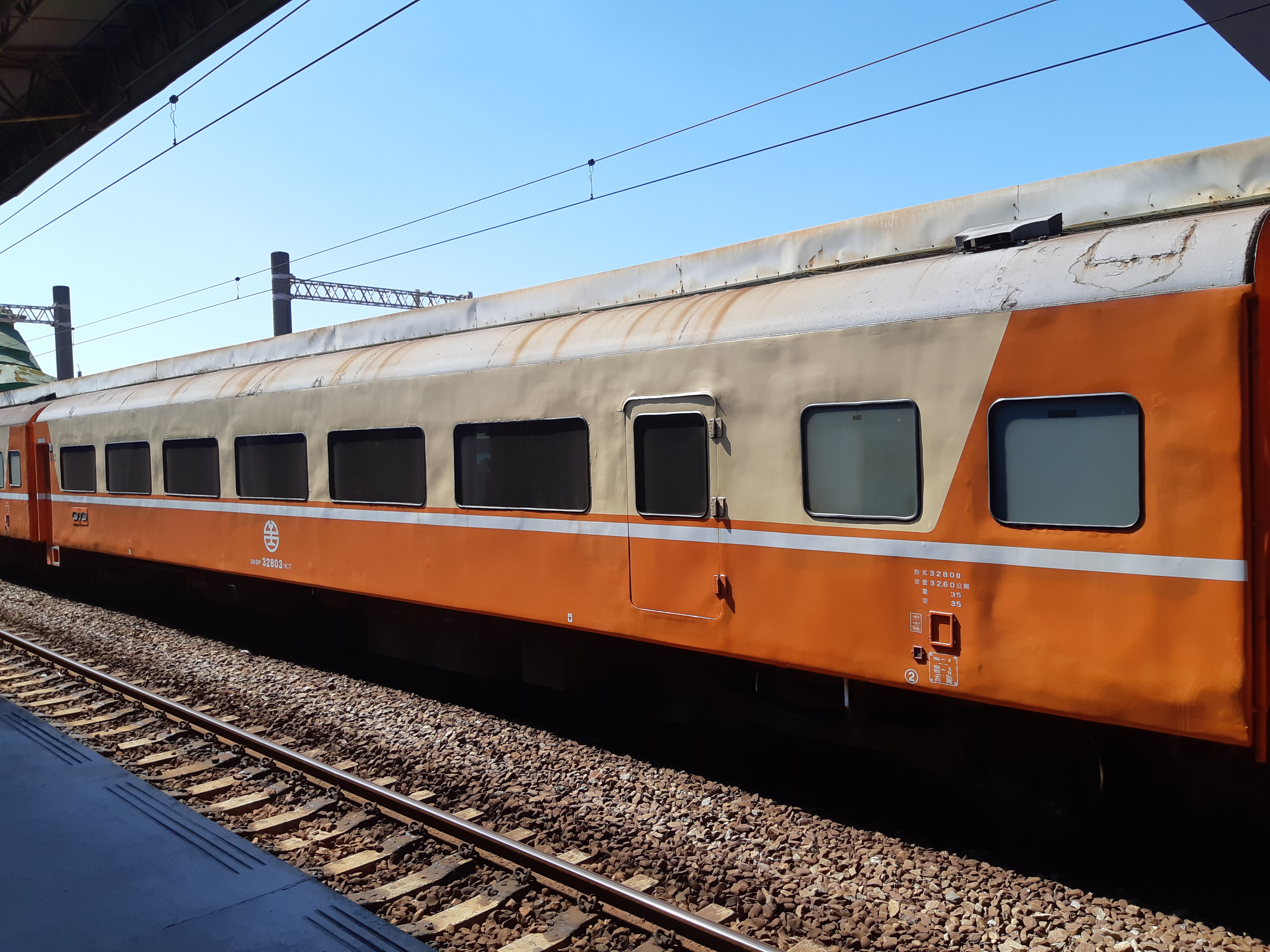
35SP32803(K)T號
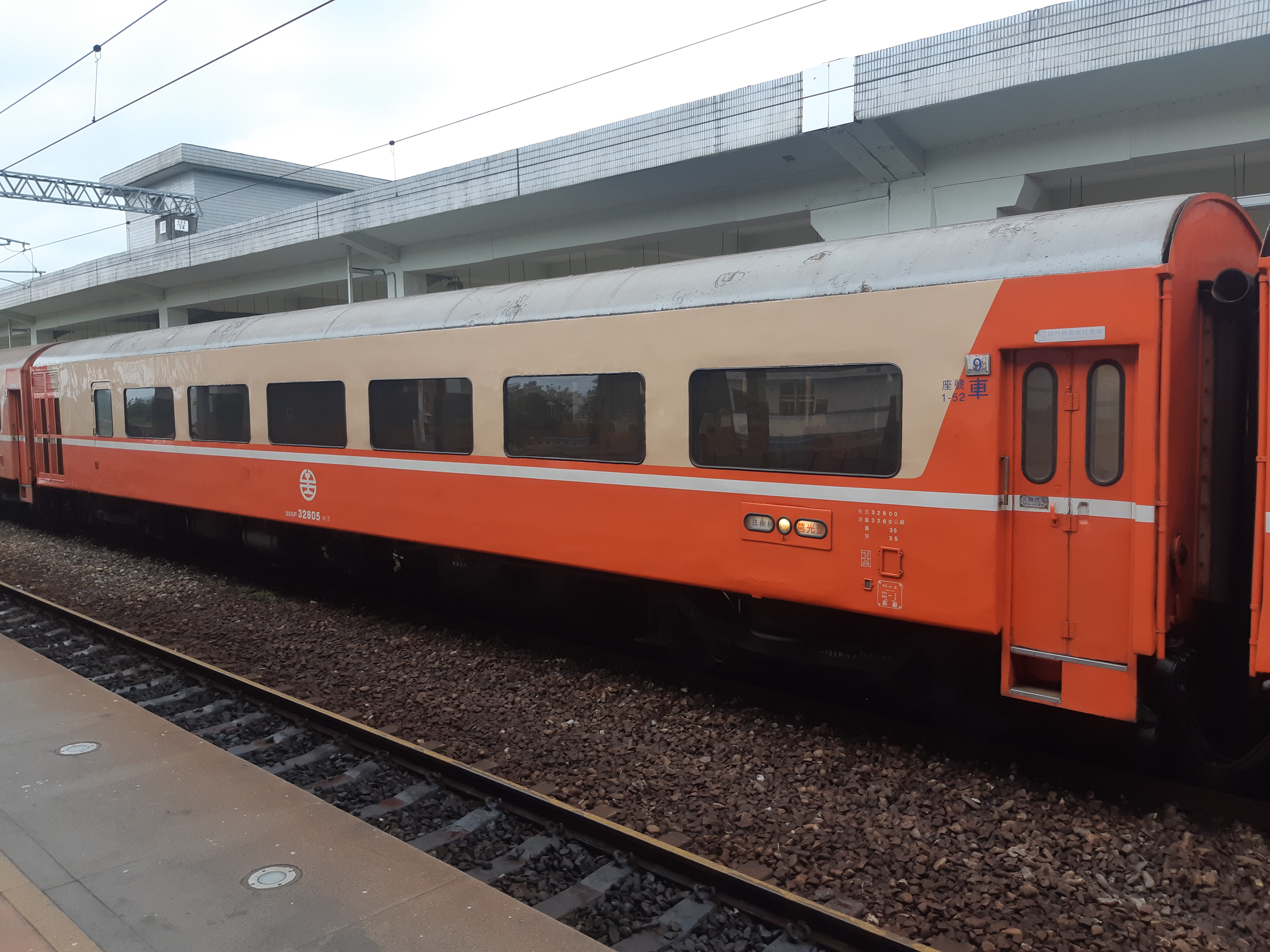
35SP32805(K)T號
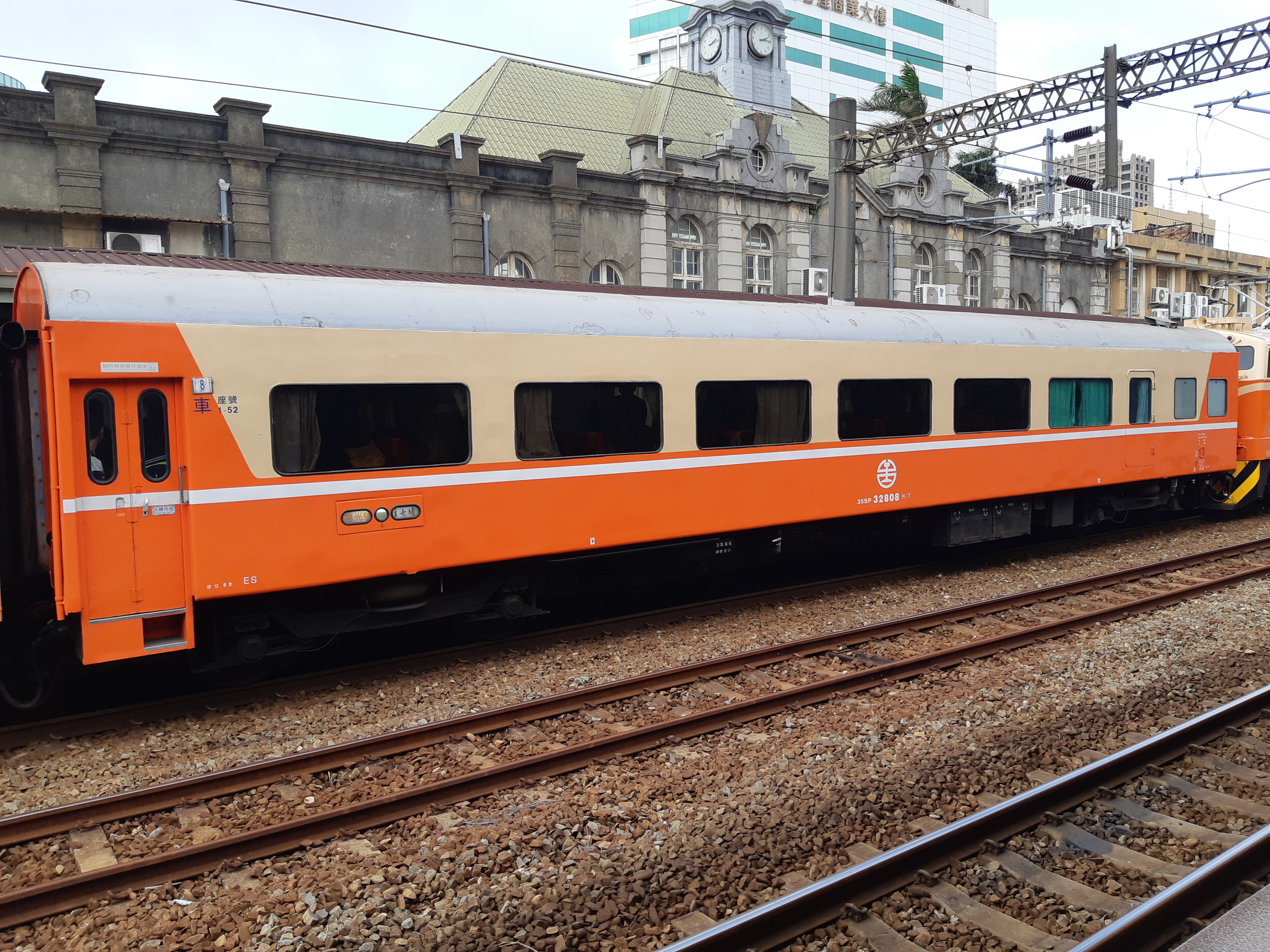
35SP32808(K)T號
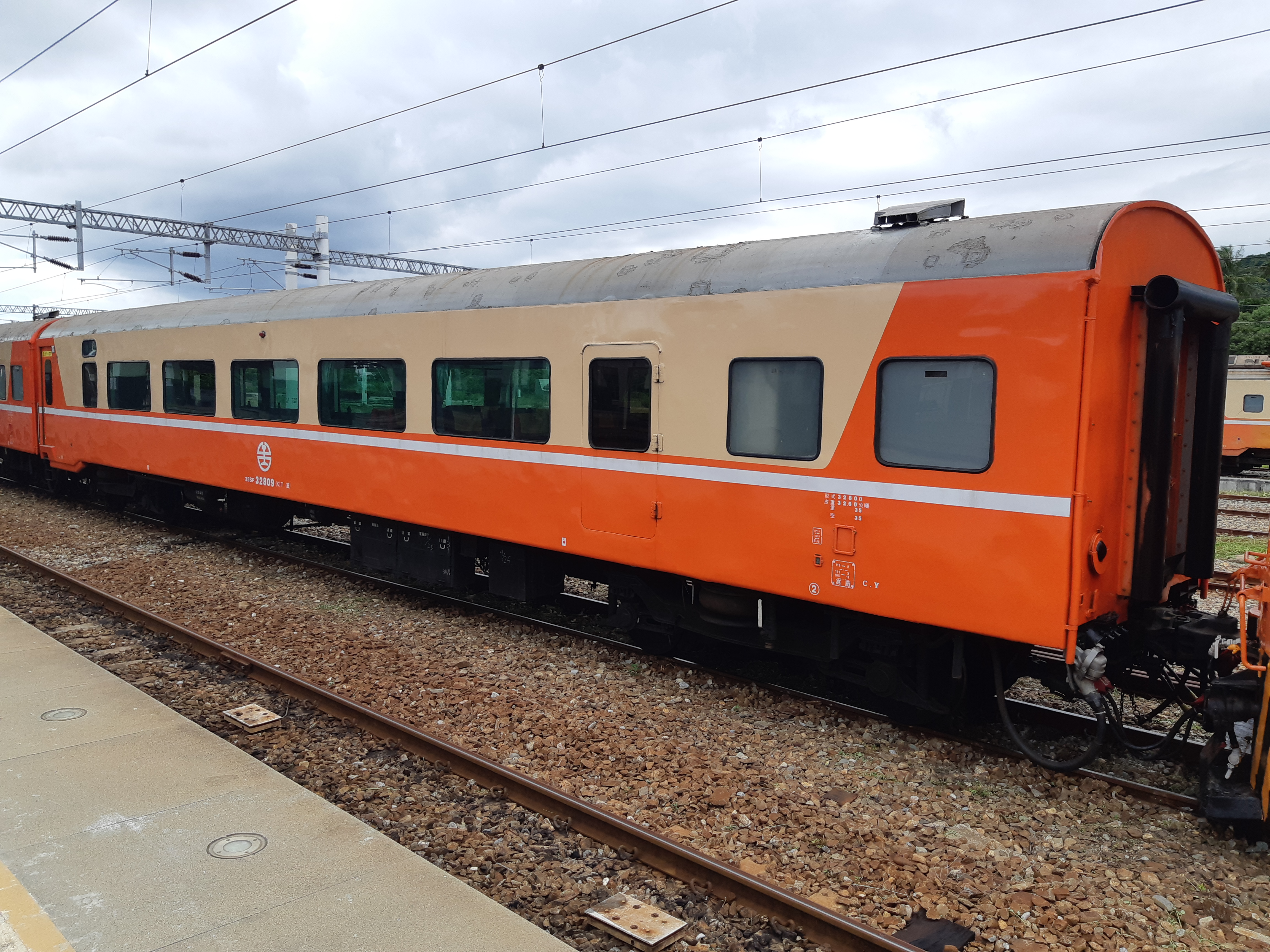
35SP32809(K)T(B)號
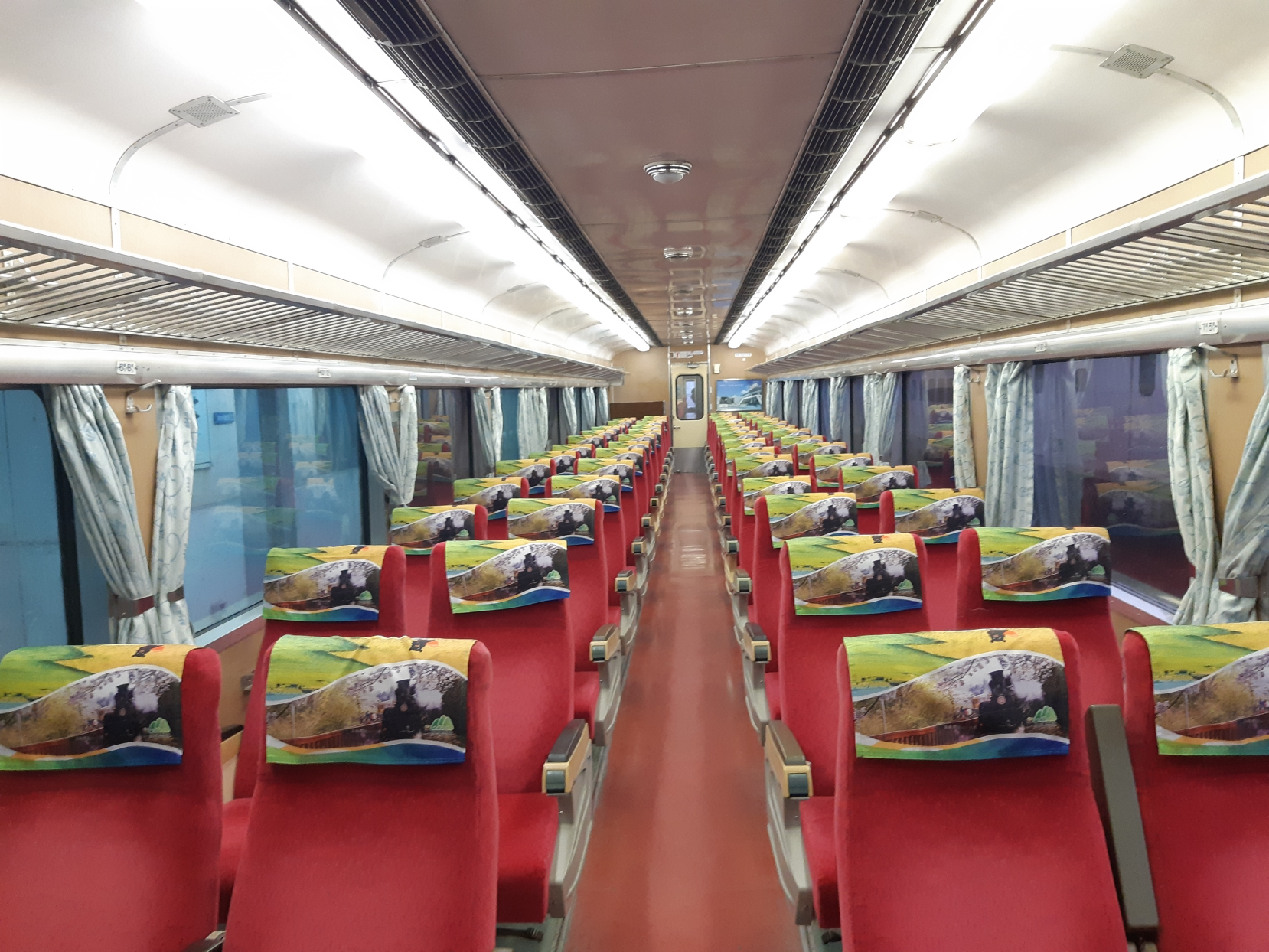
餐車改造車35SP32774號內裝
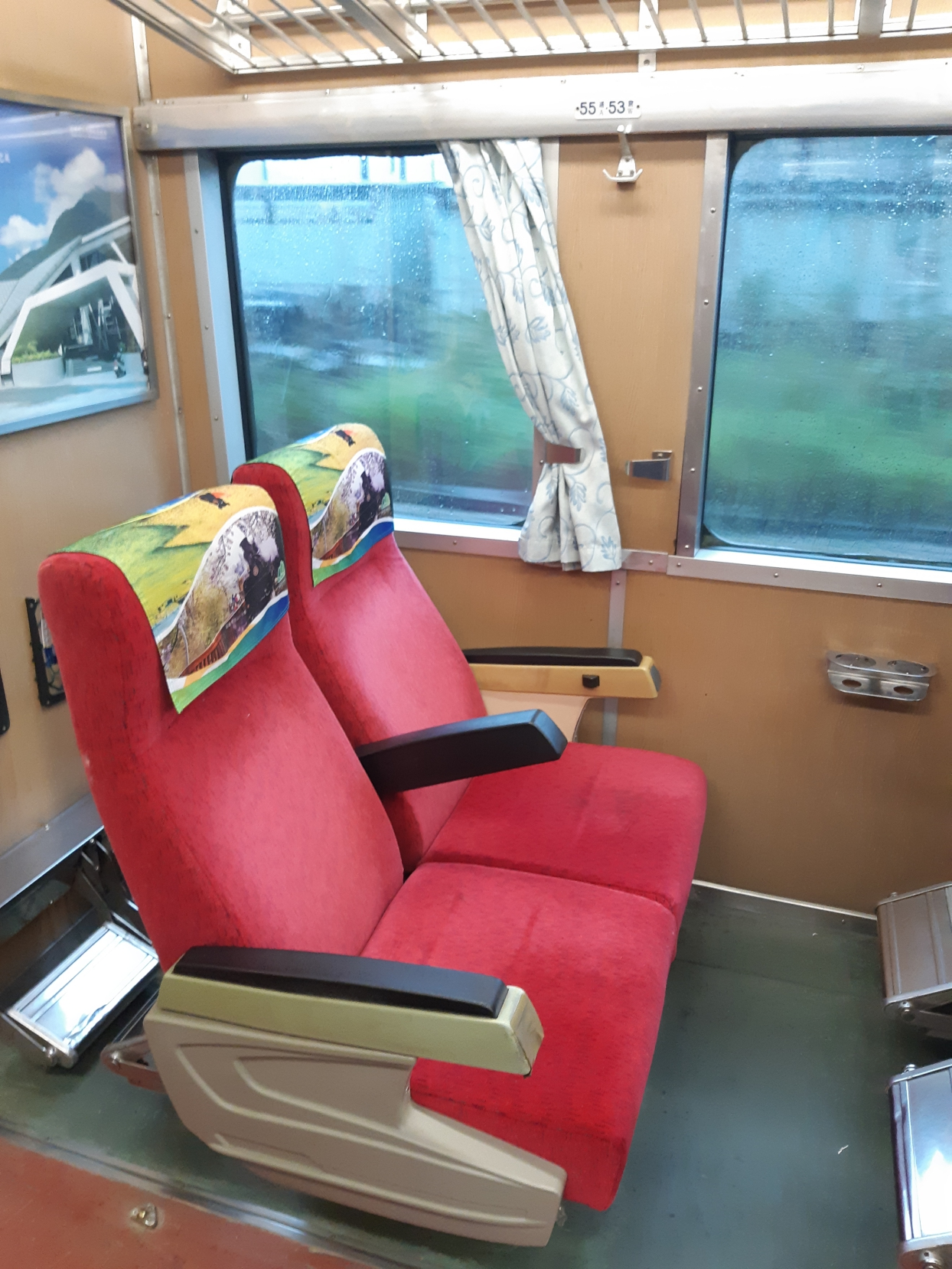
餐車改造車設有所有莒光號車型中最多的54個座位，且部分靠窗座位會對到柱子